# 장 오나나
장 에밀 쥐니오르 오나나 오나나(프랑스어: Jean Emile Junior Onana Onana, 2000년 1월 8일 ~ )는 카메룬의 프로 축구 선수로 프랑스의 리그 1 클럽 마르세유와 카메룬 국가대표팀에서 수비형 미드필더로 활약하고 있다.
그는 같은 성을 가졌음에도 불구하고 동료 카메룬인 앙드레 오나나와는 아무런 관계가 없다.

## 구단 경력
2020년 1월 31일, 오나나는 레이숑이스에서 릴로 이적했다.  2020년 2월 16일 리그 1에서 2-1로 패한 마르세유와의 경기에서 리그 1 데뷔 전을 치렀고, 2020년 8월 벨기에의 무스크롱에 임대되어, 9월 13일에 열린 코르트레이크와의 디비전 A 경기에서 레드 카드를 받았다.
2021년 8월 30일, 오나나는 리그 1의 보르도로 5년 계약을 체결했다. 2022년 9월 1일, 그는 전 소속팀 릴의 라이벌인 랑스와 5년 계약을 체결했다. 그는 2022년 9월 4일 랭스와의 경기에서 랑스와 첫 경기를 치렀다.
2023년 7월 21일 쉬페르리그의 베식타시로 이적했다.

## 국가대표팀 경력
오나나는 2020년 10월 8일 일본과의 친선 경기에서 카메룬 축구 국가대표팀에 데뷔했다.

## 수상

### 국가대표팀
카메룬
- 아프리카 네이션스컵 : 3위 (2021)[12]